# Aequitas canonica

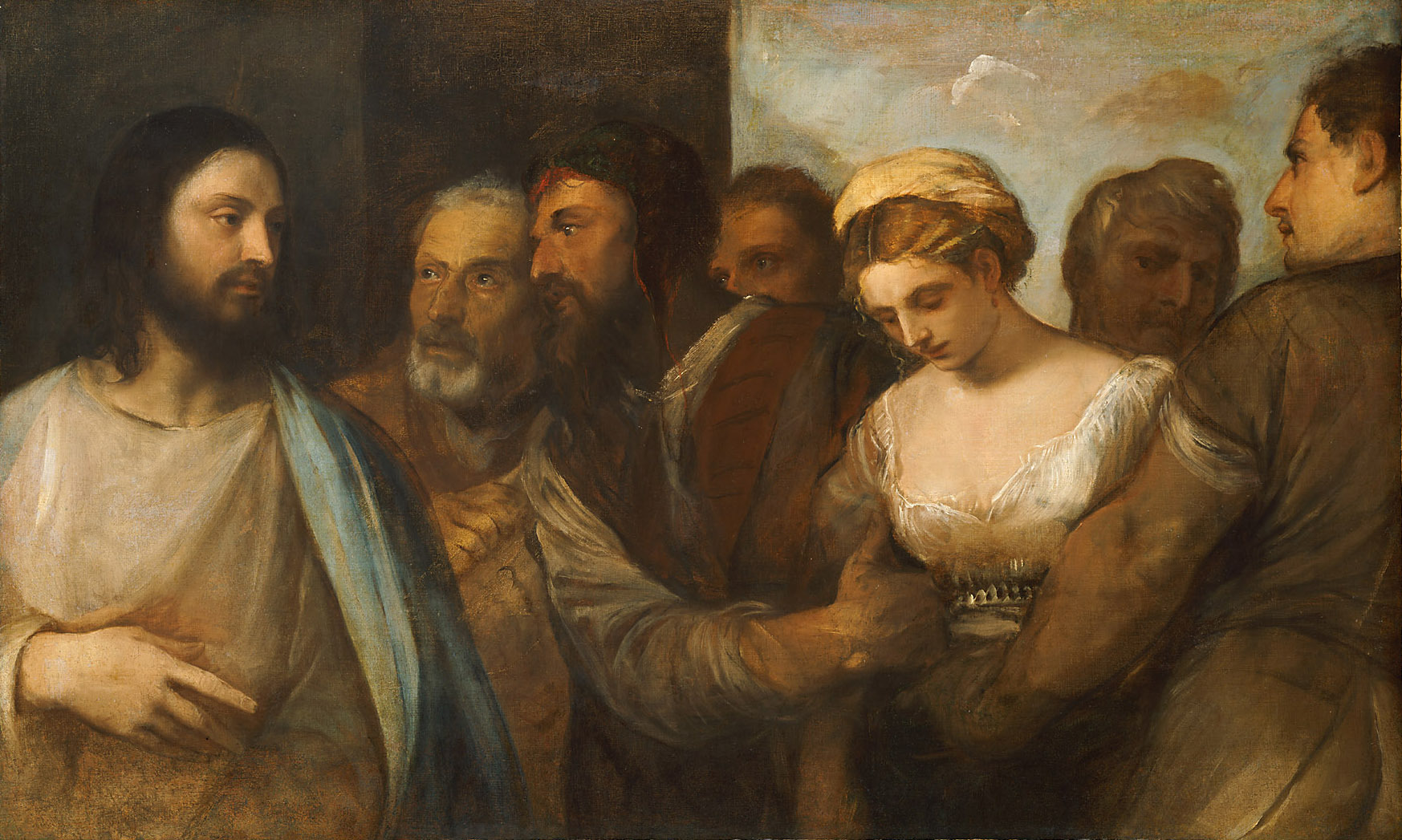
Pericope dell'adultera, dipinto di Tiziano (1512/1515), Kunsthistorisches Museum, Vienna)

L'aequitas canonica è un principio del diritto canonico della Chiesa cattolica basato sul concetto giuridico dell'equità.
Affinché l'obiettivo ultimo del diritto canonico, ovvero la salvezza dell'anima, possa essere perseguito si è da sempre osservato che siano necessarie soluzioni specifiche e flessibili meno formali rispetto a quelle tipiche dei diritti laici. Questa esigenza si è concretizzata nel principio dell'equità (aequitas canonica), già conosciuto nel diritto romano, ma le cui origini si possono trovare fin dalla filosofia greca. L'equità canonica prevede la possibilità di adeguare le norme di legge al caso particolare, allo scopo di attenuare, in alcuni casi, la severità del diritto positivo per perseguire un fine considerato più importante. Il rapporto che intercorre tra il principio di equità e quello di giustizia è stato affrontato dai tempi dei padri della Chiesa con sant'Agostino, che riteneva che non fossero in competizione.  Alcuni secoli dopo, Isidoro di Siviglia asserì che fossero addirittura due principii sovrapponibili, mentre Graziano nel XII secolo interpreta l'episodio di Gesù e l'adultera come un'applicazione dell'equità sopra la legge mosaica. Gesù perdonando l'adultera tempera la legge positiva per perseguire il fine più elevato dell'amore. Lo stesso papa Innocenzo III, tra i pontefici più potenti e autorevoli, non manca di invitare ad agire e a giudicare in base all'equità, in quanto unico criterio sicuro in grado di sopperire alle eventuali lacune o errori della legge positiva. Per Giovanni Teutonico (nella sua glossa ordinaria al Decretum) «il giudice [canonico] deve preferire la misericordia al rigore».
Da questi primi ideali di effettiva giustizia, perseguibile attraverso l'applicazione dell'equità, con lo sviluppo del diritto canonico l'equità divenne un principio generale e una delle basi dell'ordinamento della Chiesa cattolica fino ad essere talvolta considerata addirittura una fonte di diritto. Ad esempio, nel codice del 1983 si trova al Canone 221, paragrafo 2 disposto che «i fedeli hanno diritto [...] di essere giudicati secondo le disposizioni di legge, da applicare con equità», mentre nel codice dei canoni delle Chiese orientali il canone l'equità è menzionata al canone 1501 («[...] i principi generali del diritto canonico osservati con equità, [...]»).
Nonostante sia quindi un principio oramai proprio del diritto canonico, per via della sua portata e delle sue conseguenze, l'equità è «oggi considerata dai più uno dei concetti più tormentati e dai contorni più incerti che il panorama giuridico ci offre».